# Just the Way I Am
Just the Way I Am är ett samlingsalbum av Dolly Parton, släppt i oktober 1972. Det släpptes på RCA Camden och består av material inspelad åren 1967-1970 på hennes tidigare album, och var ett försök att rida på Dolly Partons våg av tidiga 1970-talsframgångar genom låtar många nyare fans inte var bekanta med.
Mot slutet av 1970-talet återlanserades albumet på Pickwick.

## Låtlista
1. "Just The Way I Am" (Dolly Parton)
2. "Little Bird" (Parton)
3. "Mama Say A Prayer" (Parton)
4. "My Blue Ridge Mountain Boy" (Parton)
5. "In the Good Old Days (When Times Were Bad)" (Parton)
6. "In the Ghetto" (Scott Davis)
7. "Daddy Come and Get Me" (Parton, Dorothy Jo Hope)
8. "The Carroll County Accident" (Bob Ferguson)
9. "Gypsy, Joe and Me" (Parton)